# Kjetil Greve

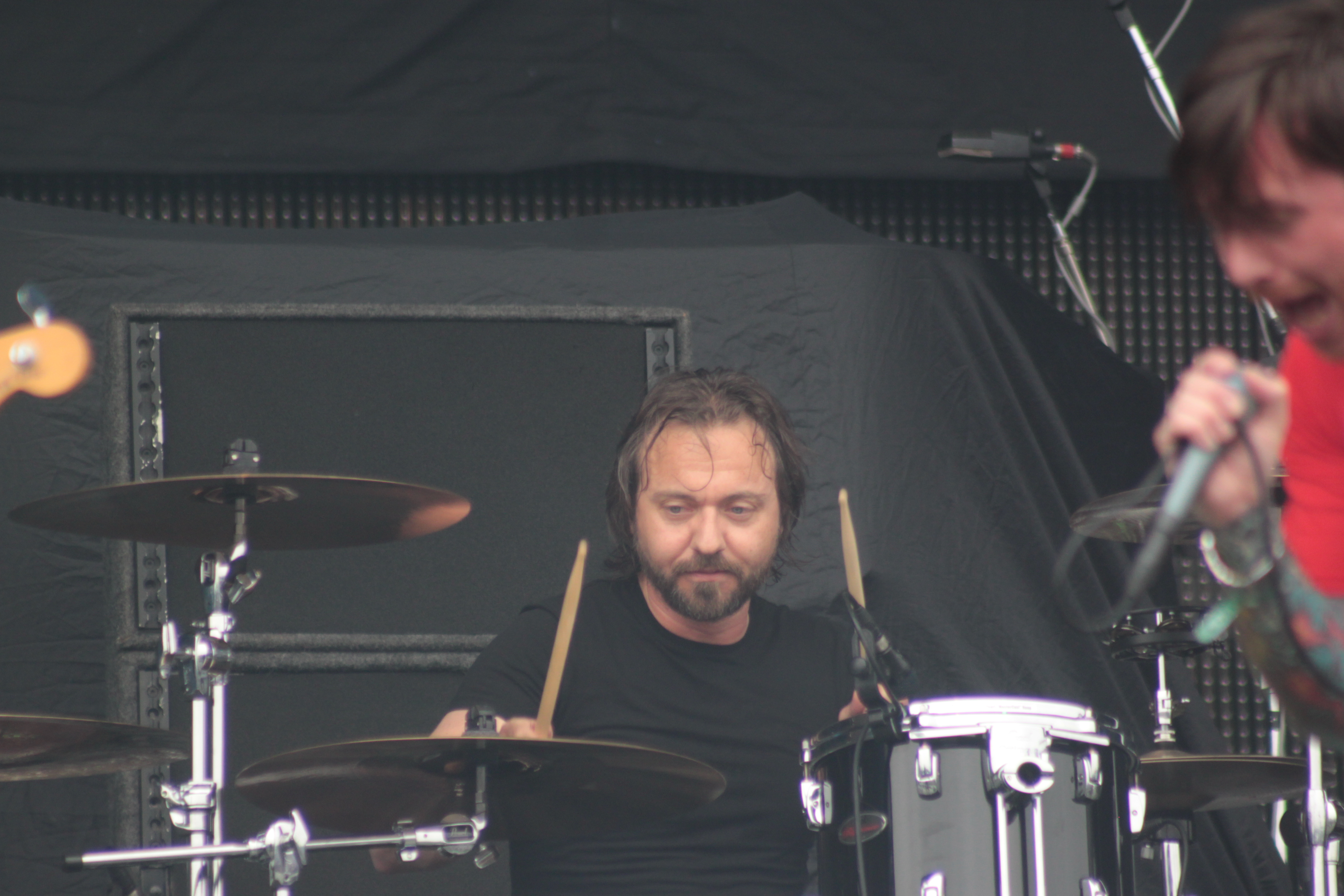
Kjetil Greve live 2013

Kjetil Greve (* 29. Juni 1976 in Bergen) ist ein norwegischer Schlagzeuger. Es spielt in den Bands Audrey Horne und Deride.

## Werdegang
Greve begann im Alter von 14 Jahren mit dem Schlagzeug spielen. Er nahm nur wenig Unterricht und brachte sich das Meiste selber bei. Im Jahre 1995 gehörte Greve zu den Gründungsmitgliedern der Metal-Band Deride, mit denen er zwei Studioalben veröffentlichte. Nach dem zweiten Studioalbum First Round Knockout im Jahre 2002 legte die Band eine längere Auszeit ein. Im gleichen Jahr schloss sich Greve der neu gegründeten Hard-Rock-Band Audrey Horne an. Für das im Jahre 2005 veröffentlichte Debütalbum No Hay Banda wurde die Band mit dem Spellemannprisen ausgezeichnet. Es folgten fünf weitere Studioalben mit Audrey Horne. Anfang 2012 wurden Deride wieder aktiv und veröffentlichten noch im gleichen Jahr ihr drittes Studioalbum The Void.

## Diskografie
mit Audrey Horne
mit Deride